# Jan Couwenberg (burgemeester)

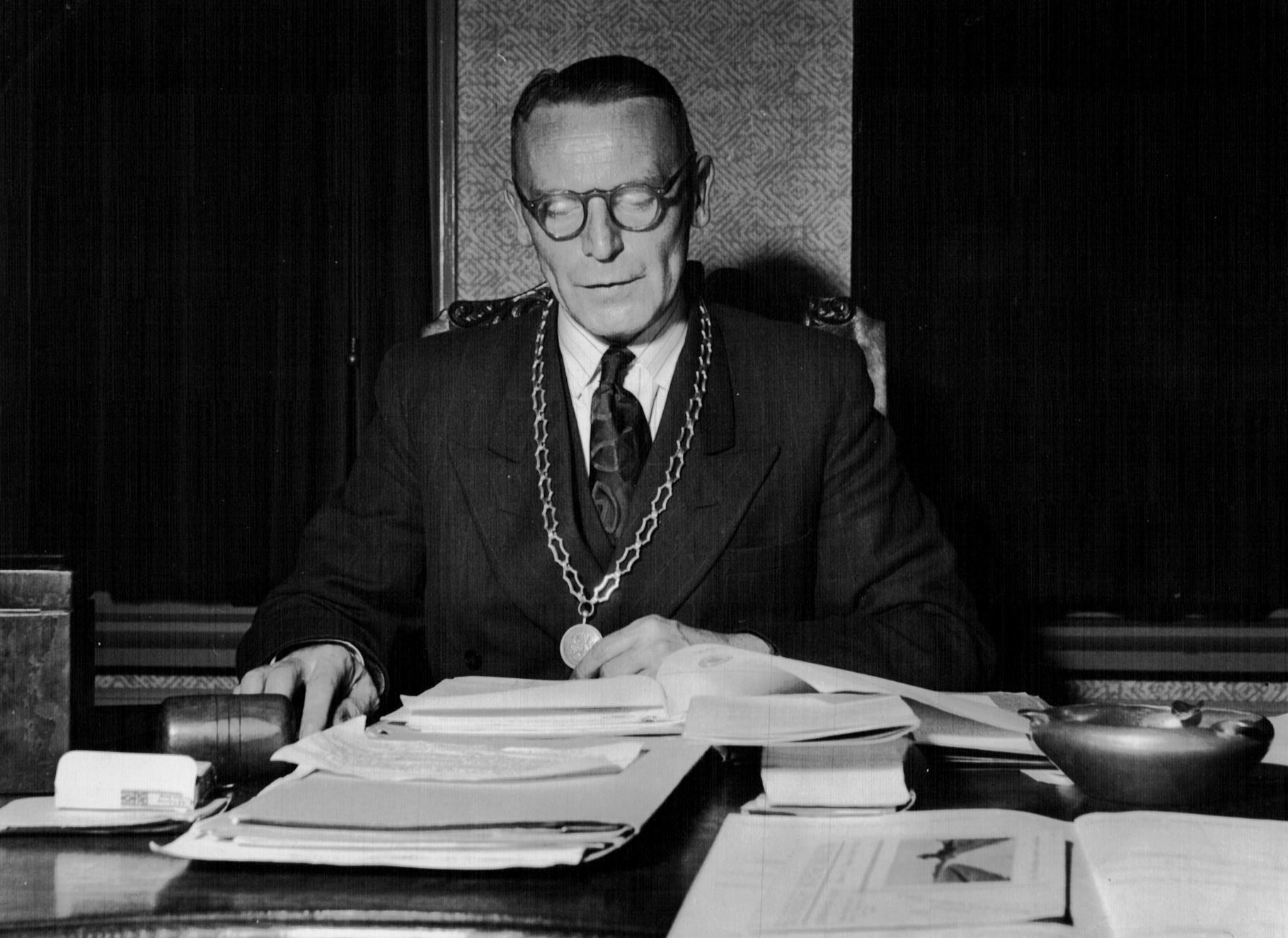
Burgemeester J.C.M. Couwenberg (ca. 1950)

Johannes Cornelis Maria (Jan) Couwenberg (Vught, 7 oktober 1898 - Waspik, 19 september 1956) is bijna tien jaar burgemeester van de gemeente Waspik geweest; hij combineerde deze functie tegelijkertijd met die van gemeentesecretaris.
Couwenberg heeft - na het behalen van de vereiste examens op het gebied van de gemeentelijke administratie - tussen 1917-1923 bij de gemeente Oss diverse rangen in de ambtelijke dienst doorlopen. Per 1 april 1923 werd hij door de gemeenteraad van Didam benoemd tot gemeentesecretaris aldaar.
Tijdens de Tweede Wereldoorlog moest hij onderduiken want hij werd gezocht door de Duitse SD (Sicherheitsdienst). De bevrijding maakte hij mee op zijn onderduikadres in Haalderen (toentertijd gemeente Bemmel); aldaar werd hij eind oktober 1944 door de lokale Britse militaire commandant belast met de evacuatie van de plaatsen Bemmel, Haalderen en Ressen naar de bevrijde gebieden. Na de bevrijding van Oost-Nederland keerde hij in april 1945 naar Didam terug en nam zijn functie van gemeentesecretaris weer op zich.
Op 16 januari 1947 werd Couwenberg geïnstalleerd als burgemeester/secretaris van Waspik; bij die gelegenheid formuleerde hij zijn uitgangspunt “…niet te heerschen maar … te dienen”, met name te dienen waar het de stoffelijke en geestelijke belangen van de gemeente en haar inwoners betreft. Aldus heeft hij in de naoorlogse wederopbouwtijd zich ingezet voor de verbetering van het leefniveau van de Waspik-Beneden en Waspik-Boven. In de dagen tijdens en na de Watersnoodramp van 1 februari 1953 heeft hij krachtdadig de organisatie ter hand genomen in het bestrijden van oorzaak en gevolgen ervan.
Hij is op 19 september 1956 in Waspik overleden en aldaar drie dagen later begraven op het Rooms-Katholieke kerkhof, gelegen naast de St. Bartholomeuskerk. In 1964 werd in Waspik-Beneden in een nieuw uitbreidingsplan een straat naar hem vernoemd, te weten Burgemeester Couwenbergstraat.